# Núbia

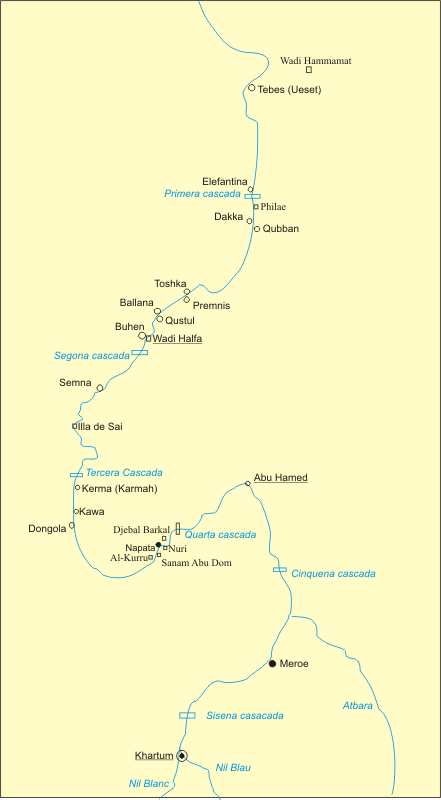
Mapa general de l'antiga Núbia

Núbia fou la regió del sud de l'antic Egipte, més enllà de la primera cascada del Nil. La regió s'estenia fins a la sisena cascada, a la vora de l'actual Khartum. Núbia es divideix en dues regions: Alta Núbia (al sud, des de la segona a la sisena cascada) i Baixa Núbia (regió al nord, fins a 400 km més enllà de la primera cascada i a la vora de la segona). El seu nom podria derivar de la paraula de l'antic egipci, Nub, que vol dir 'or'.

## Antigues denominacions
El país es deia a l'Imperi Antic Ta-Seti (Terra dels Arcs, per la fama de bons arquers dels habitants del país), nom que fou també aplicat al nomós més al sud d'Egipte. Els egipcis anomenaven al territori més al sud, sud-est i sud-oest del país com a Ta-Netjer (Terra de déus). El territori de Núbia fou anomenat Ta-Nehesi (Nehesi = Nubià). La Baixa Núbia fou anomenada Wasat (del nom d'un dels principats de la regió). Els nòmades del desert de Núbia eren esmentats com a Iuntiu o Iuntiu-setiu (Tribus Núbies). Els noms de Medjai, Irtjet, Zatju i Kaau es donaven a pobles o regnes de la Baixa Núbia. La terra de Iam era una part de l'alta Núbia (entre la cinquena i la sisena cascada o més probablement entre la tercera i quarta segons altres fonts) que es coneix bé perquè ha quedat record d'una visita feta en temps de la sisena dinastia per Harkhuf, Governador d'Elefantina. La terra del Punt, suposadament a Somàlia, ha estat identificada, amb dubtes, com una part de l'Alta Núbia, la zona de l'est a la vora de la Mar Roja.
Des l'Imperi Mitjà els egipcis van utilitzar la paraula Kash per designar Núbia. Kash, probablement el regne bíblic de Kush, era el nom del regne, potser successor d'Iam, establert a Kerma fins al segle xvi aC, en el qual els egipcis van arribar allí, i després a Napata, i molt més tard a Mèroe, pronunciat Meroguai. Noms regionals durant l'Imperi Mitjà foren: Sha'at (a la regió de l'illa de Sai), Irishek, Tua, Imana'a i Ruket (al centre) i Awshek i Webet-Sepat a les muntanyes orientals.
A l'Imperi Nou els egipcis es referien a Núbia, o concretament al regne de Kush, com a Khenet-Hennefer es creu que era el nom de l'alta Núbia entre la segona i la quarta cascada. El poble que vivia a la regió de Dòngola, abans potser esmentat com a Terra d'Iam, és esmentat com a Irem. Una mica més tard, a la regió de Napata se la va anomenar Karoi. Durant la capitalitat de Mèroe a la regió més enllà de la cinquena cascada se li deia Illa de Mèroe (entre els rius Atbara, Nil i Nil Blau).

## Història

### Paleolític
S'han trobat eines del Paleolític però no restes humanes a causa de les difícils condicions climàtiques per a la seva conservació. Aquestes eines són destrals, arrodonides de l'extrem per la qual cosa eren utilitzades per donar cops, i que s'agafaven per l'altre, de les que n'existeixen al Sudan Central i fins al delta del Nil, i similars a les d'Europa i Àsia, i que corresponen a Homo erectus. Aquesta cultura és coneguda com a Acheulià i va existir vers 500.000 aC a 50.000 aC.
Als anys 90 es van trobar a prop de Dòngola uns centenars de destrals de mà i en un dels llocs un taller de pedra amb restes i una fila de pedres grans que suggerien un resguard i que seria el lloc habitat més antic de la Vall del Nil, de fa uns 70.000 anys. Però entre el 50.000 i el 25.000 aC la cultura de la destral de mà va desaparèixer i fou substituïda per un altre tipus de treball de la pedra, variable segons les regions. Les primeres restes humanes són d'aquesta època i corresponen ja a l'espècie Homo sapiens. Entre el 25.000 i el 8000 aC les condicions climàtiques es van anar acostant a les actuals. D'aquesta fase s'han trobat alguns assentaments a la zona de la segona cascada del Nil, que sembla corresponen a un poble seminòmada (Qadan) que recol·lectava, pescava i utilitzava el gra salvatge; tenien cementiri, que s'ha trobat a Gebel Sahaba prop de Wadi Halfa, el que indicaria un assentament bastant estable, i per la quantitat de morts violentes que es detecten sembla que havien de lluitar per la terra o els recursos.

### Neolític
El Neolític va començar vers el 8000 aC; les comunitats van començar a viure en assentaments permanents i a produir el seu propi menjar; els assentaments s'han localitzat quasi tots en zones avui dia en ple desert (el desert de Bayuda al nord de Khartum, el desert Saharià a l'oest de Dongola, i el desert de Núbia a l'Est de Kerma) el que indica o bé un canvi climàtic o bé que el Nil ha canviat el seu trajecte almenys en algunes zones. S'han trobat les restes d'un antic riu (Wadi Howar) que des del Txad arribava al Nil per la zona de Dongola; el territori al nord de la gran corba del riu Nil era tallat per una branca del Nil Blanc que corria cap al nord al que avui és el Wadi Muqaddam, on s'aprecien traces d'haver estat ben regada i s'han trobat restes de peixos; a l'est de Kerma, a la regió coneguda com a Wadi al-Khowi totalment desèrtica, també s'han trobat restes de rius. s'ha comprovat que el riu Nil corria uns 10 km més a l'est que actualment, i a la regió de Kadruda s'ha pogut determinar que va agafar el seu llit actual vers el 5000-2000 aC, observant-se que els assentaments són més vells a 10 km a l'est del riu i que ho són menys progressivament cap a l'oest. En aquesta regió del Wadi al-Khowi s'han localitzat uns trenta cementiris alguns amb un miler de tombes, algunes de les quals reflecteixen una diferència social, per la col·locació i la presència de ceràmica, armes, vori i altres objectes, diferència que s'hauria iniciat vers el 5000 aC i hauria continuat. A Kadero, uns 15 km al nord de Khartum, s'han trobat restes de cases, d'animals domèstics i ceràmica; s'han excavat unes 160 tombes, n'hi ha centenars, i també s'aprecia l'estratificació amb la presència d'objectes entre els quals conquilles de la Mar Roja, a 300 km a l'est. A la vora de Shendi, més al nord, s'ha trobat un establiment del període vers el 4000 aC anomenat Kadada, on el cementiri tenia milers d'individus, i centenars de tombes han estat excavades, observant-se que els nens eren enterrats sota les cases i no al mateix lloc que els adults

### El grup A
A partir del 3500 aC van florir dues noves cultures. Una, a la Baixa Núbia entre la primera i segona cascada i, l'altra, entre la tercera i la quarta. Es creu que estaven emparentades però presenten algunes diferències. Aquestes cultures foren identificades per l'arqueòleg George Reiner el 1907 i les va anomenar Grup A perquè cap inscripció egípcia conserva el seu nom. Sembla que aquest grup A era molt diferent dels seus contemporanis egipcis tant políticament com en la llengua, la cultura i fins i tot l'ètnia. Se n'ha trobat objectes a la Baixa Núbia i algun a Egipte i es van excavar alguns cementiris en els quals hi ha objectes de luxe portats d'Egipte. A Qustul, al sud d'Assuan (lloc documentat ja amb els primers faraons i potser fins i tot en època predinàstica), es van trobar algunes tombes amb força objectes suposadament egipcis de luxe, i entre ells representacions de reis amb la corona i amb el déu falcó Horus, i el prehistoriador Bruce Williams va suggerir que existia un estat central que hauria estat regit per una dinastia amb 10 o 12 reis que serien els allí representats (que no serien pas faraons egipcis) i que Egipte hauria copiat més tard el model, àdhuc els objectes allí trobats, confirmant així l'afirmació de Diodorus de Sicília que al segle I aC afirmava que la cultura egípcia derivava de Núbia. El fet que alguns productes siguin no importacions sinó locals semblava que li donava la raó però les últimes descobertes a Abidos de materials similars datats vers el 3400 aC, anteriors a les tombes de Qustul, han fet perdre pes a la hipòtesi. A Qustul i a altres ciutats del mateix grup, la gent s'enterrava en forats amb pedres alineades amb acompanyament de recipients i productes cosmètics. Una estructura de ciutat a Kerma (datada vers 3500 a 2500 aC) s'ha descobert allí, on també hi ha un cementiri amb alguns caps o reietons enterrats i s'ha trobat tanmateix les restes d'una ciutat anterior (vers 5000 a 3500 aC). Un altre assentament important és el d'illa de Sai també amb un cementiri del grup A.
Els texts egipcis deixen constància de 5 expedicions a Núbia: la de Snefru, vers 2550 aC fou la primera (700 presoners i 2000 caps de ramat). Després d'això les restes del Grup A desapareixen, bé assimilades per Egipte o expulsats cap al desert, i els egipcis van poder avançar cap a Núbia i establir un lloc avançat a Buhen, a la segona cascada, lloc sobretot d'intercanvi comercial. Vers el 2550 a 2400 aC els egipcis van poder ocupar alguns punts claus de la Baixa Núbia i el seu control devia desorganitzar els poders existents i van arribar nous pobles seminòmades potser organitzats en confederacions tribals dirigides per caps que els egipcis anomenen "els grans". Els egipcis van haver de tornar vers la primera cascada deixant la Baixa Núbia en mans d'aquestes tribus i amb els contactes comercials interromputs.

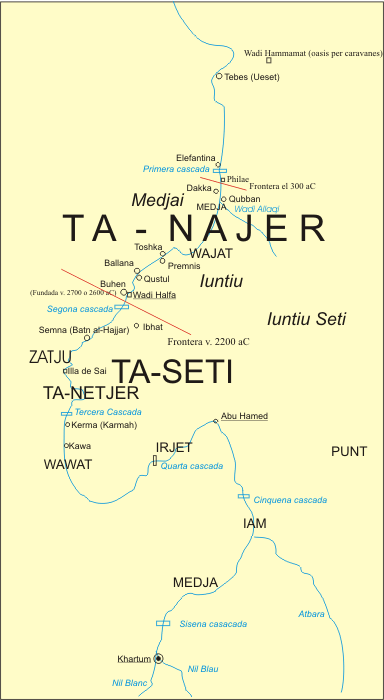
Mapa de l'antiga Núbia durant l'Imperi Antic

### El grup C, els regnes de Wawat, Irtjet, Setju i Iam (Kerma)
Vers el 2500 aC va entrar un grup a la regió, anomenat Grup C, una branca dels quals va originar a l'Alta Núbia l'anomenada Cultura de Kerma, que va substituir el pre-Kerma, i va florir plenament vers el 2200 aC que es diu així perquè el seu centre principal fou la ciutat actual de Kerma (on s'han trobat les principals restes); altres branques del Grup C es van establir més al nord a la Baixa Núbia. A pre-Kerma s'han trobat les restes d'un gran palau rodó datat d'abans del 2000 aC i una estela escrita en jeroglífics egipcis amb el nom de dos oficials egipcis que havien visitat la ciutat; també s'han trobat objectes comercials i gerres de pedra.
El concepte abstracte Grup C fou introduït igualment per l'arqueòleg americà George Reisner a començaments del segle xx. La gran expedició del faraó Snefru (vers 2550 aC) a Núbia, ja esmentada, on va fer set-cents presoners, no va aturar l'entrada del grup C, que devia procedir del sud o sud-oest i que es va establir a la riba occidental del Nil entre la primera i segona cascada. Molt similar fou l'altra branca del grup que va formar l'esmentada cultura de Kerma, a la zona de la tercera cascada. Ambdós grups eren pastors i els seus assentaments eren barraques rodones amb parets vegetals; els llocs on es van establir eren fèrtils (Dakka, Aniba, Qustul, Ballana, Faras) facilitant el desenvolupament de tribus, l'aparició de caps i la formació de petits estats o regnes com Irtjet, Satajw (Setju), Wawat…Iam, el més important dels regnes fou probablement el que avui dia es coneix com a regne de Kerma i podria ser Iam. Sembla que eren molt bons arquers i com a mercenaris van servir als exèrcits egipcis. A l'Imperi Mitjà les ciutats del grup C es van fer més solides, construïdes de pedra o rajola. Els egipcis, per controlar el país, van haver d'establir una sèrie de fortaleses.
La presència dels nouvinguts està testimoniada per algunes tombes baixes i rodones i per la ceràmica vermella o negra decorada amb incisions i pigmentació blanca. Inicialment es va pensar en un grup B, però finalment es va descartar i se'l va incloure al grup C. A partir del 2600 aC els egipcis anomenaren els nubians com Nehesy, però dins el terme s'incloïen diversos grups cadascun amb nom tribal o geogràfic diferent. A la sisena dinastia (2300-2150 aC) apareixen els noms de Wawat (al nord), Irtjet (al sud de l'anterior), i Setju (més al sud encara), que serien diferents petits regnes formats per individus integrants del Grup C. Un altre grup va ser anomenat Medja, poble nòmada potser del desert oriental a partir de la segona cascada, i que per similitud de nom s'han identificat amb els beges, antics blèmies i que van arribar per la mateixa època o poc després (vers 2300-2200 aC), coneguts com a cultura dels sepulcres de cassoles, però amb tendència a barrejar-se els tres grups (C, Kerma i sepulcres de Cassoles).
Vegeu Medja
Si bé des de la Primera dinastia els egipcis ja comerciaven amb Núbia, i hi van fer expedicions, que podrien haver estat intents de conquesta parcial o respostes a incursions frontereres, el comerç principal fou precisament amb la gent de la terra de Medja, és a dir els Medjai (que els arqueòlegs esmenten com el poble dels sepulcres de cassoles), els quals es distingien també com a guerrers ferotges i alguns es van enrolar als exèrcits egipcis com a mercenaris almenys des de la sisena dinastia. Els egipcis estaven interessats bàsicament a comerciar amb productes que els mancaven i en minerals com la pedra dura, el coure i l'or (a Núbia hi havia unes mines a l'actual Wadi Allaqi a l'est de les muntanyes prop de Qubban, a menys de 200 km al sud d'Elefantina. Més tard, encara a l'Imperi Antic, el comerç es va estendre a altres productes que de vegades procedien d'altres pobles, com eren l'encens, la mirra (l'“or verd”), el vori, la fusta negra i d'altres, olis, resines, gomes, pells d'animals (panteres, lleopards, micus, gossos, girafes), plomes i ous d'estruç, i nans (que eren necessaris per als rituals religiosos).
Al començament de la tercera dinastia, o potser ja durant la segona, es va fundar el punt avançat egipci de Buhen, a la segona cascada del Nil, prop de la producció de coure; més tard el faraó Khufu va treure diorita a l'oest de Toshka i al sud de Buhen; altres expedicions van sobrepassar la segona cascada; a la quarta dinastia va quedar establert el servei regular de missatges entre la primera i la segona cascada; amb el faraó Sahure, a la dinastia V, s'esmenta el comerç amb Punt, que es feia amb vaixells per la Mar Roja (les caravanes sortien de Coptos fins al Wadi Hammamat o bé el Wadi Gasus a la costa de la mar). Durant aquest període es va abandonar Buhen i les mines prop de Toshka es van tancar, però uns anys després, amb la següent dinastia, es reclutaven mercenaris per la campanya del Canaan i s'esmenten cinc diferents pobles nubians; també es van fer expedicions a Ibhat, al sud-est de la segona cascada, i es van construir barques gegants a Wawat per emportar-se fusta i es va anomenar als sobirans de Wawat, Irtjet, Iam i Medja com "Fusta arrossegada" possiblement com una darrera humiliació; poc després es van obrir canals a la regió de la primera cascada i després (vers 2550 aC) el faraó Merenre va anar a Elefantina, on va ser homenatjat pels sobirans nubians de Wawat, Irtjet, i Setju. Una biografia de l'oficial egipci Uni trobada a la seva tomba a Abidos explica que va dirigir la construcció de canals a la regió de la primera cascada i estan allí va visitar en barca pel Nil alguns llocs de Núbia per agafar pedra per a la piràmide del faraó, i que els reis de Núbia li van facilitar la fusta que va necessitar (suposadament la fusta havia de venir de l'Alta Núbia, ja que no ni havia a la Baixa Núbia; per la mateixa època mercenaris nubians es van enrolar a l'exèrcit egipci, que formaven el cos principal vers el 2150 aC, i molts dels quals es van establir a Egipte, sobretot a l'Alt Egipte, i es van barrejar amb la població que encara conserva traces d'aquesta barreja. Els texts egipcis esmenten en aquesta època (vers 2200 aC) uns reis (o caps) nubians anomenats Ibi i Pepi-Nakht.
Sembla que els governadors d'Elefantina eren els delegats reials pels afers de Núbia i un d'ells, ja esmentat, Harkhuf va deixar constància de quatre expedicions a l'alta Núbia i Iam durant els regnats de Merenre i de Pepi II, amb ordres de descobrir les rutes a través del país i negociar amb els seus caps, com s'esmenta més endavant.
Més tard es coneix una expedició dirigida per Hekajib, governador d'Elefantina, que aparentment buscava aniquilar el grup C, traient Wawat de la confederació i establint un control egipci més estable, però no ho va aconseguir, i les campanyes militars van continuar la resta de l'Imperi vell. Amb la sisena dinastia el governador d'Elefantina, Sabni, explica que havia hagut de caminar un dia fins a Wawat, amb un exèrcit, per poder recuperar el cos de son pare, l'anterior governador, assassinat mentre comerciava. El grup C doncs va tenir un destacat paper en l'expulsió dels egipcis en iniciar-se les guerres civils i el primer període entremig.
Vers el 2200 o poc després apareix el regne d'Iam, els guerrers del qual també van entrar a l'exèrcit egipci. L'única font per això és la biografia de Harkhuf, governador d'Elefantina (o cap de caravana segons altres fonts) en què narra quatre expedicions a Núbia en les quals va emprar uns vuit mesos en cada una. Iam tenia un rei que era aliat dels egipcis i al que Harkhuf va portar regals; el rei d'Iam va donar tres-cents cavalls carregats de mercaderies i un pigmeu (un nan) de "la terra dels habitants de l'horitzó". Per anar des Egipte, Harkhuf va seguir les rutes del desert, ja que era perillós passar per Wawat, Irtjet, i Setju o Zatju. Per tornar, com que necessitava passar vora el riu, el rei d'Iam li va donar una escorta fins al mateix Egipte, i va poder creuar els tres regnes hostils. Alguns erudits proposen identificar Iam amb Kerma.

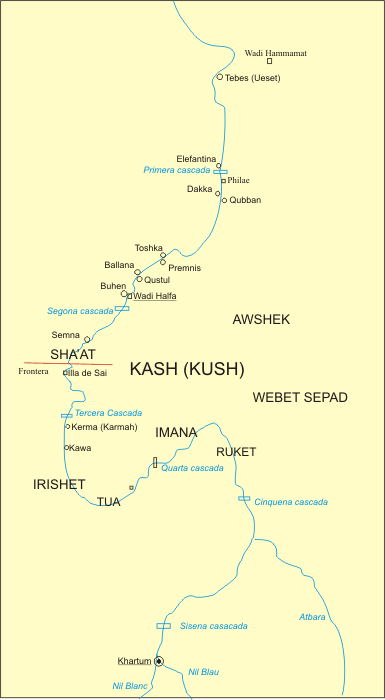
Mapa de l'antiga Núbia durant l'Imperi Mitjà

### Fortaleses egípcies a Núbia; el regne de Kus o de Kerma
A partir del 2150 i fins vora el 2000 aC Egipte va viure el primer període entremig i el comerç amb Núbia va quedar suspès. Durant aquesta època va desaparèixer el regne d'Iam i se substituí per Kus al texts egipcis. Alguns erudits proposen que, com abans Iam, Kus fou un estadi del regne de Kerma, el regne més poderós de Núbia que s'ha d'identificar amb el Kus egipci. Efectivament és molt probable que Kus fou el regne que va tenir centre a la moderna ciutat de Kerma. La paraula Kus era modificada pels egipcis per donar l'adjectiu vil o menyspreable, potser perquè Iam fou amic i Kus era enemic. Sorgit del que fou el regne d'Iam, que potser va subsistir un temps, es creu que va formar una confederació oposada a Egipte i va acabar unificant el petits regnes del nord com Irtjet, Zatju, i Wawat sota un sol sobirà.
Reunificat Egipte abans del 2000 aC els egipcis no van tardar a tornar a Núbia. Aquesta vegada els egipcis edificaren punts forts, establiments comercials i temples i els dirigents nubians es convertiren a la religió egípcia, adoptant els seus costums i emprant els jeroglífics per escriure; l'or, la fusta, el vori i altres productes eren exportats a Egipte. Es coneixen alguns reis de Kerma: Awawa (vers 1850 aC) i Nedjeh (vers 1650 aC).
Vers el 1900 aC es van començar a construir fortaleses a la zona de la segona cascada, defensades per una muralla i amb llocs pels arquers. Quasi totes eren a l'oest del riu el que indicaria que els atacs venien més fàcilment de l'est. Aquestes fortaleses eren a més de militars, emporis comercials, i punts de vigilància i de control tant per prevenir invasions com per protegir a les barques que recorrien el Nil i a les caravanes. Aquestes fortaleses eren també una advertència del poder egipci als reis de Kus (Kerma?) perquè no intentés res vers el nord com potser va passar abans del 1900 aC. Les fortaleses tenien torres de vigilància cada certa distància i havien de ser aprovisionades per manca de provisions suficients en el mateix terreny. La més al sud fou Semna (Batn al-Hajjar) que potser es deia Het, al sud de la segona cascada (70 km al sud de l'actual frontera entre Egipte i Sudan). Altres foren (de nord a Sud) Aniba, Kubban, Ikkur, Buhen, Kor, Dorginarti, Mirgissa (Iken), Dabenarti, Askut, Shelfak i Uronarti. A la zona de Semna hi havia Kumma (a l'altre costat de riu) i Semna del sud (a tocar de Semna).

### Conquesta de Kus o Kerma

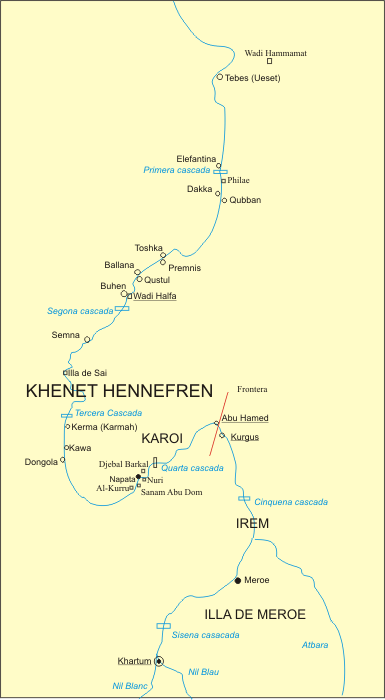
Mapa de l'antiga Nubia durant l'Imperi Nou

Vers el 1700 aC o 1650 aC aquestes fortaleses van haver de ser abandonades davant l'atac dels hicsos (Prínceps de les terres estrangeres) al delta; el rei Nedjeh, suposadament de Kus o Kerma va conquerir o ocupar algunes fortaleses als egipcis, que potser les abandonaven voluntàriament, i alguns soldats egipcis van passar al seu servei. Els hicsos van formar dos dinasties (XV i XVI) i van considerar el rei que governava a Tebes com a tributari fins que vers el 1550 aC Kamose va arribar al tron de l'Alt Egipte; llavors el rei del delta i el de Kus van planejar repartir-se l'Alt Egipte però Kamose es va avançar i va atacar el nord, que després va sotmetre el seu successor Amosis I, fundador de la dinastia XVIII. Mentre el regne de Kus havia ocupat el sud d'Egipte fins a la mateixa Assuan. La conquesta de Kus per Egipte no fou fàcil i fins vers el 1450 aC no es va poder donar per feta.
Kamose va capturar un missatger del rei dels hicsos en què els invitava a atacar l'Alt Egipte des del sud i dividir-se el territori. El seu successor Amosis I va expulsar els hicsos i més tard va conquerir la zona de la primera cascada del Nil. El seu fill Amenhotep I vers el 1500 va arribar a la segona cascada i potser fins a l'illa de Sai. Tuthmosis I, el successor, va arribar fins a la tercera cascada, i un destacament, pel desert, va arribar fins a la vora de la cinquena cascada. Però amb Tuthmosis II i la reina Hatshepsut la situació no va progressar gairebé més. És possible que es conquerís Kerma (Kus?) vers el 1480 aC però la conquesta no es va completar fins Tuthmosis III, després del 1450 aC quan els egipcis es van establir a Napata, a la quarta cascada, i la ciutat de Kurgus (Hagar al-Merwa) a la cinquena al sud de la moderna Abu Hamed, en cadascuna de les quals es va construir una fortalesa.

### Virregnat de Kus
Es va crear llavors un virregnat, el cap del qual es deia "Reial fill de Kus i cap de les terres exteriors del Sud" i governava des Nekhen a Napata. Des de llavors a tota Núbia se li va dir Kush, ja que fins llavors era anomenada Wawat, especialment la Baixa Núbia. La capital del virregnat fou Aniba o bé Faras. Els territoris de Wawat i Kus (Baixa i Alta Núbia) havien d'aportar un tribut anual, que era or, esclaus, ramats i productes agrícoles (Wawat) i a més vori i animals exòtics, fusta resines aromàtiques, gomes, pedres precioses, etc. (Kus). Cada regió tenia un governador responsable davant el virrei. Aquest tenia el control de l'exèrcit el cap del qual es deia "comandant dels arquers de Kus"; els prínceps nubians van ser enviats a Egipte per adoptar els costums i més tard tornaren a Núbia com a governadors de les seves regions d'origen (sembla que podrien ser tres principats a Wawat i sis a Kush, per una representació a les parets de la tomba del virrei Amenhotep Hui del temps de Tutankhamon vers el 1330 aC). Els nubians van servir a l'exèrcit egipci i molts van ser enviats a la frontera asiàtica.
Per poder establir egipcis a Núbia calia que els egipcis se sentissin allí com a Egipte. Els egipcis volien morir a la seva terra i amb els seus deus. Els faraons van bastir molts temples a Núbia. A Soleb, Abu Simbel i d'altres llocs n'hi ha exemples notables. A la vora del temple sorgia una petita ciutat; els egipcis es casaven amb nubianes i els nubians rics s'assimilaven fàcilment als egipcis i aprenien a parlar i escriure l'egipci. Sembla que el primer déu nubià fou el sol, i després de la conquesta Amon va esdevenir el principal déu. A Núbia se'l representava sovint com un home amb cap d'animal (un cabrit) coronat pel sol potser derivat d'un anterior déu nubi. El santuari principal fou al Gebel Barkal prop de Napata, que es pensava que era una estàtua natural d'un déu (des l'est la muntanya sembla el cap d'un rei coronat amb una diadema).

### El regne de Napata
Després de la mort de Ramsès II el 1224 aC el control egipci a Núbia s'esmicolà. Uns anys després Egipte va quedar de nou dividit i l'Alt Egipte fou administrat pels grans sacerdots d'Amon a Tebes (Ueset). Vers el 1080 aC es creu que hi havia un rei a l'alta Núbia i que la Baixa Núbia era terra de ningú (fins que el rei d'Alta Núbia se'n va apoderar vers 750 aC). La influència cultural egípcia a l'Alta Núbia era minsa i a la part més propera a Egipte, on era més gran, els temples foren abandonats. Al segle x tornen a aparèixer productes de Núbia a les llistes egípcies com els regals al temples dels faraons, per exemple Sheshonq I vers el 945-925 i Osorkon vers 925-890 aC. Mercenaris nubians es van emprar a la guerra contra Judà. Així el comerç estava restablert però no la dominació que va correspondre en tots aquest segles a un poder nubià independent que no se sap on podia ser però que s'ha de suposar que fou a Napata pel descobriment per Reisner del cementiri d'Al-Kurru prop del Gebel Barkal, on es va descobrir una ciutat emmurallada i tombes reials en què les robes passen de ser nubianes a egípcies; les primeres tombes circulars, reminiscències del grup C, no tenen inscripcions i no se'n coneix els propietaris; s'hi van trobar objectes d'or i joies; més tard les trombes es van fer quadrades i col·locades en petites piràmides, el furat era espaiós i havia algunes cambres i el difunt estava en un taüt; les darreres tombes pertanyen als reis de la Dinastia XXV d'Egipte. No obstant les primeres tombes són de vers el 900 aC així que encara resta un període fosc d'uns tres-cents o quatre-cents anys.
El canvi cultural que porta els reis de Napata a esdevenir faraons se suggereix que fou fet per influència de sacerdots de Tebes expatriats: el faraó Takelot II volia imposar al seu fill com a gran sacerdot d'Amon i els sacerdots s'hi oposaven, i alguns segurament van fugir a Kus de la fúria del rei i van influir a la cort.

### Napata conquereix Egipte
El primer rei egipcianitzat fou Alara (785-760 aC) que era almenys el sisè rei enterrat a Al-Kurru i probablement fou el primer que va unificar aquest territori i va construir (o millor reconstruir) temples per Amon a Gebel Barkal i Kawa. El seu successor Kashta va conquerir la Baixa Núbia i es va titular rei de l'Alt i Baix Egipte on mai havia d'entrar. El va succeir Piankhi "El que viu" que va conquerir l'Alt Egipte i va col·locar a la seva germana com a "Dona divina del Déu" a Tebes, equivalent a gran sacerdotessa, deessa vivent i reina mortal. La guerra contra el nord va acabar en victòria. Mort Piankhi el seu successor Shabaka va aplanar una revolta del nord i es va establir a Egipte, a Memfis. Shebiktu i Taharqa foren els següents reis. Taharqa va perdre el país davant els assiris però el seu successor Tanutamen el va recuperar efímerament.

### Segon període de Napata
Establert el regne només a Núbia amb capital a Napata, des Assuan cap al sud, els seus reis usaven els títols i insígnies del faraó com si fossin els verdaders faraons; per això el 593 aC un exèrcit de mercenaris grecs i de Caria contractats pel faraó d'Egipte Psamètic I va envair Kus (Napata), va derrotar l'exèrcit nubià al sud de la tercera cascada mentre un altre cos de l'exèrcit creuava pel desert i es presentava a Napata que fou saquejada i incendiada, i els seus palaus i temples foren destruïts. El rei Aspelta va fugir a Mèroe, on va establir la capital, encara que potser temporalment la capital va tornar més tard a Napata que fou com una capital religiosa on se celebraven festivals i actes, i el lloc on es coronaven i s'enterraven els reis. És en els segles següents que desapareixerà l'egipci escrit i les inscripcions es faran en la llengua coneguda com a meroític, que utilitzava un nou alfabet. Diodorus de Sicília escriu que els sacerdots de Mèroe podien escriure al rei i demanar-li que entregués la vida a déu, es suïcidés, però això fou abolit per Ergamenes (Arkamani) que quan va rebre la carta va anar al temple, va detenir els sacerdots i va fer el que va voler, però la narració de Diodorus no ha pogut estar comprovada. El cert és que aquest rei fou el primer que va tenir una piràmide al cementiri de Nuri, usat des el rei Taharqa i on foren enterrats 90 dels seus successors i 54 reines. Només 5 successors de Taharqa estan documentats històricament, i els altres només són noms trobats a les seves tombes.

### Regne de Mèroe
La fase de Napata va acabar quan els reis van començar a ser enterrats a Mèroe que ja devia ser la capital abans, i es va iniciar l'anomenat període Meroític. La regió de Mèroe és coneguda com a Butana i com a illa de Mèroe. Com que el meroític encara no s'ha pogut desxifrar ben bé i d'aquesta època les inscripcions són escrites en aquesta llengua, les dades històriques són encara molt imprecises. Altres llocs importants del regne foren Massawarat (Mussawarat es-Sufra) i Wad Ban Naqa o Naga. Algunes reines van regir el país i sembla que portaren el nom de candaces que seria l'equivalen a reina mare, i segurament només eren regents dels seus fills menors d'edat.
L'únic text que es coneix sobre la fi de Mèroe és una inscripció en llengua Geez del rei Ezana d'Axum, que diu que va envair "Kasu" (Kus) a la meitat del segle IV on la terra havia estat ocupada per un poble anomenat Noba que vivia en cases d'herba i ciutats de rajoles. Certament no se sap res del que va passar a Mèroe del 350 al 550. La invasió d'un poble, els noba, sembla assegurada per la seva presència més tard. El país es devia fragmentar en molts estats, s'han trobat alguns cementiris amb tombes amb un grau de riquesa que indicaria que es tractava de reis o reietons. Aquestes tombes s'han trobat a Al-Hobagi, uns 20 km riu amunt de Mèroe, i consisteixen en túmuls de terra, el més llarg de 40 m de diàmetre i d'uns 5 m d'alçada, rodejats de paret; l'interior de la tomba és similar a les meroítiques i conté objectes meroítics i romans; els cossos enterrats se suposa que corresponen a reis i tenen a la vora menjar, gerres de beguda, armament i alguns objectes de bronze romans i meroítics, algun d'ells amb la inscripció meroítica qore ("rei"), així com gossos, camells, cavalls i altres animals. S'han trobat altres cementiris més al nord, a la regió entre la quarta cascada i Dongola, els més importants a Tangasi i Zuma, prop de Napata, però les tombes són pobres i difícilment es poden considerar de reis. Així doncs, encara continuaria el regne si bé la capital o el lloc d'enterrament seria ara un altre.
Els noba s'han identificat a vegades amb els blèmies, però generalment se'ls considera dins l'anomenat Grup X, amb la seva cultura centrada a Ballana que precedeix a la cultura cristiana i se sobreposa a la cultura meroítica. El seu monument més important és el cementiri reial descobert i explorat per Emery i Kirwan entre 1931 i 1934 tant a Ballana com a l'altre costat del riu, a Qustul, no lluny d'Abu Simbel.

### Els regnes cristians
D'aquesta cultura es devia originar el regne de Nobàdia, que reclamava haver derrotat els blèmies en una inscripció al temple de Kalabsha. Sembla que el seu rei es va fer cristià. El primer rei cristià fou el d'Axum, al segle IV; els romans d'Orient es van aliar amb aquest regne i el 524 li van oferir tropes mercenàries formades per blèmies i nobades per ajudar-lo a conquerir Iemen. El 540 el temple d'Isis a Files es va tancar i els blèmies i els nobades es van convertir, si no ho estaven ja almenys en part, al cristianisme, sense oposició. Però a la resta de la Baixa Núbia la cristianització fou més lenta i amb problemes o violència. A Qasr Ibrim s'ha trobat les restes d'un temple pagà del segle vi que fou destruït suposadament pels cristians. Les disquisicions entre les tendències monofisites i diofisites sobre la naturalesa de Jesús van provocar una divisió religiosa. L'Imperi Romà d'Orient va optar pel diofisisme (dos naturaleses una divina i una humana) i Egipte (amb Síria i Armènia) pel monofisisme (una sola naturalesa); el 451 el monofisisme fou formalment declarada heretgia però era majoritària a Egipte. El 543 Nobàtia es va convertir portant per la tendència monofisita i Makuria (Dongola) es va convertir el 570 seguint la tendència diofisita; Aloa, regne sorgit a l'Alta Núbia vers el segle iv, el 580 va seguir també l'opció monofisita (el seu veí Aksum era diofisita). Del 616 fins al 629 Egipte fou ocupat pels perses i el 638 o 641 pels àrabs, i Makuria, unida a Nobàtia, va esdevenir monofisita depenent de l'església principal d'Egipte. També Axum o Aksum va passar al camp monofisita i va reconèixer l'autoritat del patriarca copte.
Els àrabs van entrar a Núbia el 642 i després el 653 però sense èxit. Els arquers nubians els van rebutjar la primera vegada, i a la segona els nubians van aconseguir un acord, un pacte (Bakht) en el qual pagarien un tribut de 360 esclaus a l'any i permetrien la construcció d'una mesquita a Dongola, la capital. Això es va respectar durant sis-cents anys. Existien llavors diversos bisbats i s'havien aixecat catedrals amb l'ajut de tècnics romans d'Orient; al segle viii la decoració de les catedrals es va fer més espectacular. La més important sembla que fou la de Faras (les pintures de la qual van poder ser salvades de ser cobertes per l'aigua del llac Nasser); el monestir més importants fou Ghazali al desert enfront de Napata a l'altre costat del riu (uns 20 km endins). Els escrits es van fer en grec primerament i més tard en llengua pròpia escrita en caràcters grecs.

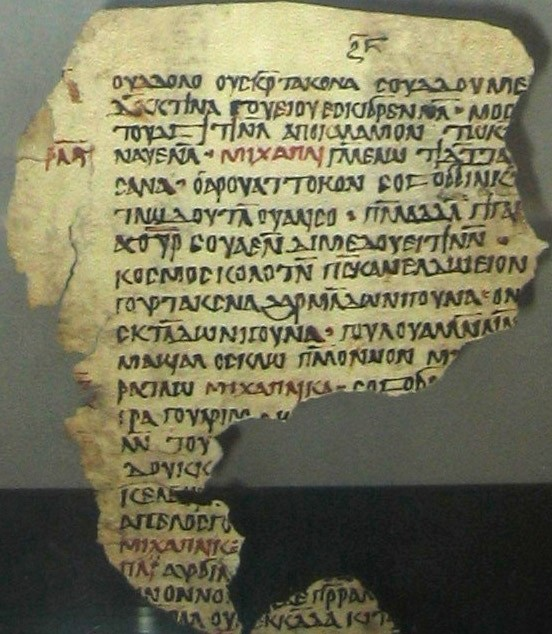
Una pàgina d'un manuscrit de l'antiga Núbia, segles IX-X, al Museu Britànic

### Decadència del regnes cristians, islamització
Progressivament el poder del rei va declinar vers el segle xiii. Els senyors locals construïen castells però no esglésies, les quals cada cop eren més petites. El 1400 Makuria estava de fet dividit en diversos principats. El mateix va passar a Aloa. L'entrada de beduïns àrabs expulsats d'Egipte també va contribuir a la fragmentació i els petits territoris autònoms van caure en mans de caps àrabs i musulmans per les armes o per enllaços matrimonials i van esdevenir aviat musulmans. A Núbia l'herència passava no al fill propi sinó al fill gran de la germana; ja era així en temps dels faraons de la XXV dinastia; i els àrabs es casaven amb dones nubianes que sovint heretaven de son germà; el fill de l'àrab era l'hereu; però els musulmans no tenien aquest tipus d'herència i quan arribava l'herència (terrenys o propietats, o bé un territori) a un musulmà, després la deixava al seu fill. La inseguretat general a Núbia va fer que el comerç decaigués i el país quedés aïllat. Al nord els nubians van conservar els costums i la llengua però al sud es van arabitzar i van passar a parlar àrab; cada ciutat o grup de petites ciutats era regida per un cap àrab anomenat mek ("rei"). Un intent de reunificació fou frustrat quan els funj procedents del sud van començar a reclamar tribut als mek amb territoris més al sud de la tercera cascada (més al nord pertanyia al sultà otomà junt amb les ciutats de Suakin i Massawa a la costa de la Mar Roja). El 1504 els regnes estaven en poder dels funj de Sennar que el 1523 van esdevenir oficialment musulmans. El poder dels funj va durar fins al 1821
Vegeu Banu l-Kanz

### Domini egipci, període de la Mahdiya
Els egipcis van dominar el regne de Sennar el 1821. La seva dominació fou opressora i va provocar descontentament. El 1881 un santó anomenat Muhammed Ahmed es va declarar ell mateix el mahdi ("el messies") i va unir el país contra els odiats egipcis. La major part de les tribus es van posar al seu costat sobretot després de les seves primeres victòries. Mentre Egipte va esdevenir protectorat britànic. El 1885 la gent del mahdi va ocupar Khartum, governat pel britànic general Charles Gordon i des de llavors i fins al 1898 Sudan fou un estat independent islàmic.

### Domini britànic i independència
Des del 1899 al 1956 Sudan i Egipte restaren units de fets. Sudan formava un condomini anglo-egipci, i Egipte era un regne primer sota protectorat britànic i el 1922 independent. Fins al 1956 els nubians doncs estaven repartits entre dues administracions, però en la pràctica, com que el Sudan era territori egipci, i britànic, encara no hi havia una separació clara. Però el 1956 el Sudan va esdevenir independent i el nubians de cada banda van quedar separats.
El règim democràtic fou enderrocat i va sorgir un règim socialista dirigit per Gafar al-Numeiri, fins que un cop d'estat comunista que va fracassar, el va portar a posicions radicals de dreta i dictatorials. La guerra amb els pobles del sud fou quasi endèmica. Enderrocat al-Numeiri i després d'un breu període d'un govern moderat, els islamistes van tornar al poder per mitjà del general Bashir i de Hassan al-Turabi, i va seguir la guerra contra el sud. Els islamistes segueixen avui al poder però el 2005 es va signar la pau amb el sudistes.

## Núbia moderna
Avui dia els nubians estan repartits entre Egipte i el Sudan.

### Nubis d'Egipte
Dins Egipte van quedar dos tribus principals i algunes subtribus: fadija i kanuz. Els kanuz viuen entre Assuan i Al-Madhiq, en 17 llogarets. Parlen el dialecte matuk o matukià. Els fadija viuen més avall d'Al-Mahdiq, fins a la frontera sudanesa. Habiten 19 llogarets. Parlen el dialecte fadijà.
El nubians són una atracció turística. Els seus poblats es visiten i són considerats més nets i acollidors que els àrabs. No tenen especials problemes de discriminació. No hi ha cap protecció per la seva cultura que sobreviu pel seu aïllament. Els joves, però, marxen a les ciutats o a l'estranger a buscar feina.

### Nubis del Sudan
A Sudan van quedar les tribus nubianes dels Donakela, Mahiss i Sokkot, amb diverses subtribus.
Els nubians del Sudan estan o se senten discriminats. Una part ha col·laborat amb els rebels del sud del Sudan. Les seves regions no reben ajuts del govern i la seva cultura no té cap mena de protecció.

## Símbols i política de Núbia
De moment no hi ha cap bandera o emblema de la nació nubiana. La seva representació política està, de fet, en mans del United Sudan National Party (USNP), format per la unió de la General Union of Nuba (GUN), el Sudan National Party (SNP), el Free Sudan National Party (SNP-Free) i el Sudan National Party - Collective Leadership (SNP-CL), presidit pel bisbe Phillip Abbas Ghaboush (SNP-Free) amb tres vicepresidents, Mohammed Hamad Kuwa (SNP-CL), Elamin Hamouda (SNP) i Yussif Abdalla Jibril (GUN). L'USNP dona suport al sudista SPLA/SPLM però és partidari de seguir en un Sudan democràtic. Molts nubians han lluitat a les files de l'SPLA.

## Llista de reis

### Reis de Núbia
- Amosis-Sitaiet ?
- Turi (Tjuroi) 1520- ?
- Seni, començaments del segle xiv aC
- Inebni, començaments del segle xiv aC
- Amen-em-nekhu, començaments del segle xiv aC
- Nehi, meitat del segle xiv aC
- User-Satet, meitat del segle xiv aC
- Merimose, començaments del segle xiii aC
- Amenhotep-Hui (I), finals del segle xiii aC
- Paser (I), finals del segle xiii aC
- Messui ?
- Iuni, prop del 1300 aC
- Amenemope, prop del 1290 aC
- Tuthmosis, prop del 1290 aC
- Hekhanakhte, començaments del segle xii aC
- Hui (II), començaments del segle xii aC
- Iwni, començaments del segle xii aC
- Paser (II, meitat del segle xii aC
- Setau, meitat del segle xii aC
- Penout ?
- Hori fill de Kama, vers 1080 aC
- Panehasi (revoltat), vers 1080-1070 aC
- Herihor (de Tebes), vers 1074
- Neshkhons (reina, dona de Pinudjem II de Tebes), vers 970 aC, amb títol de superintendent de les Terres Estrangeres del sud i virreina de Kush, càrrec probablement nominal perquè Egipte ja no dominava Núbia

### Reis de Napata
- Piankhi I 1074-v. 1050 aC
- Painuten I
- Masakharta
- Menkheperra v.1030-v. 991 aC
- Nesubanebdjed v. 991-v. 987 aC
- Painuten II v. 987-980 aC
- Sebi c. 980-970 aC
- Pokeamon
- Asarkamon I
- Amenkhotep v. 930-c. 880 aC
- Pamses v. 880-c. 855 aC
- Aserkamon II v. 855-c. 815 aC
- Rei desconegut v. 815- ? aC
- Shabaka I v. 795 aC
- Alara v. 785-760 aC
- Kashta v. 760-747 aC

### Faraons de la XXV dinastia (Núbia i Egipte)
- Piankhi II (primer faraó de la XXV dinastia) 747-716 aC
- Shabaka II (segon faraó de la XXV dinastia) 716-702 aC
- Shebitku (tercer faraó de la XXV dinastia) 702-690 aC
- Taharqa (quart faraó de la XXV dinastia) 690-664 aC
- Tanutamen (cinquè faraó de la XXV dinastia) 664-653 aC

### Reis de Napata
- Amenardis (reina) 664-653 aC
- Altanersa 653-643 aC
- Senkamanisken 643-623 aC
- Anlamani 623-593 aC
- Napata saquejada per Egipte el 590 aC (la capital passa a Mèroe)

### Reis de Mèroe
- Aspelta 593-568 aC
- Amtalqa 568-555 aC
- Malonaqen 555-542 aC
- Analmaaie 542-538 aC
- Amaninatakilebte (Amaniastabarqa) 538-519 aC
- Karkamani 519-510 aC
- Amaniastabarqa 510-487 aC
- Siaspiqa 487-468 aC
- Nasakhma 468-463 aC
- Malewiebamani 463-435 aC
- Talakhamani 435-431 aC
- Amanineteierike (Irike-amanote) 431-405 aC (Es creu que va ajudar els egipcis en la seva rebel·lió contra els perses el 414-413 aC i al 404 aC)
- Baskakeren 405-390 aC
- Harsiotef 390-369 aC
- Rei desconegut 369-350 aC
- Akhraten 350-335 aC
- Nastasen 335- v. 310 aC
- Aktisanes v. 310-270 aC
- Arkamani-qo (Ergamenes) 270-260 aC
- Amanislo 260-250 aC
- Aman...tekha 250-235 aC
- Arnekhamani 235-218 aC
- Arqamani 218-200 aC
- Tabriqo (Adikhalmani ?) 200-190 aC
- ...iwal 190-185 aC
- Rei desconegut 185-170 aC
- Reina Candaces Shanakdakhete 170-150 aC
- Rei desconegut 150-130 aC
- Naqirinsan 130-110 aC
- Tandjidamani 110-90 aC
- ...hale 90-50 aC
- ...amani (reina)
- Nawidemak
- Amanikhabale (amb la Reina Kaditede) 50-40 aC

### Reis deNapata
- Teriteqas (a Napata, amb la reina Candaces Amanirenes) 40-? aC
- Reina Candaces Amanishakheto (Amanirenes) (a Napata) v. 35-20 aC
- Akinidad
- Atac a la regió d'Assuan i contraatac romà, Napata és saquejada vers 24 aC

### Reis de Mèroe
- Candaces Amanishakheto o Amanitores (reina) 10-1 aC
- Natakamani o Natekamani amb la reina Candaces Amanishakheto o

Amanitores 1 aC-20 
- Amanishakheto o Amanitores (reina)
- Arikhankharer
- Arikakahtani
- Shorkaror, v. 20-30
- Pisakar, v. 30-40
- Amanitaraqide v. 40-50
- Amanitenmemide v. 50-62
- Amanikhatashan 62-85
- Teritnide v. 85-90
- Teqerideamani I v. 90-114
- Tamelerdeamani 114-134
- Adeqetali 134-140
- Takideamani v. 140-155
- Tarekeniwal v. 155-170
- Amanikhalika v. 170-175
- Ariteniesbokhe v. 175-190
- Amanikhareqerem v. 190-200
- Teritedakhatei v. 200-215
- Ariesbokhe 215-225
- Teritnede 225-246
- Aretnide 246
- Teqerideamani II 246-266 ?
- Tamelerdeamani 266-283
- Iesbokheamani 283-306
- Lahideamani (reina) 306-314
- Maleqorobar 314-329
- Akedaketival 329-340
- Rei desconegut 340-355 ?
- Fragmentació vers la segona meitat del segle iv. Es formen alguns estats, els principals dels quals foren Nobàtia (capital Faras o Pakhoris o Bukharas) i Dòngola.